# Манылово (Вологодская область)
Манылово — деревня в Тотемском районе Вологодской области.
Входит в состав Толшменского сельского поселения, с точки зрения административно-территориального деления — в Маныловский сельсовет.
Расположена на левом берегу реки Толшма. Расстояние до районного центра Тотьмы по автодороге — 71 км, до центра муниципального образования села Никольское по прямой — 16 км. Ближайшие населённые пункты — Бор, Маныловский Погост, Соколово.
По переписи 2002 года население — 49 человек (26 мужчин, 23 женщины). Всё население — русские.